# Estoril Open 2012
Estoril Open 2012 — тенісний турнір, що проходив на кортах з ґрунтовим покриттям. Це був 23-й за ліком Estoril Open серед чоловіків і 16-й - серед жінок. Належав до категорії 250 у рамках Туру ATP 2012, а також до категорії International в рамках Туру WTA 2012. І чоловічі, і жіночі змагання відбулись на Національному стадіоні в Оейраші (Португалія). Тривав з 28 квітня до 6 травня 2012 року.

## Учасники основної сітки в рамках чоловічого турніру

### Сіяні учасники
| Країна     | Гравець                | Рейтинг1 | Сіяний |
| ---------- | ---------------------- | -------- | ------ |
| Аргентина  | Хуан Мартін дель Потро | 10       | 1      |
| Франція    | Рішар Гаске            | 18       | 2      |
| Швейцарія  | Стен Вавринка          | 22       | 3      |
| Іспанія    | Альберт Рамос          | 43       | 4      |
| Узбекистан | Денис Істомін          | 44       | 5      |
| Нідерланди | Робін Гаасе            | 45       | 6      |
| Іспанія    | Альберт Монтаньєс      | 69       | 7      |
| Італія     | Флавіо Чіполла         | 70       | 8      |

- Рейтинг подано станом на 23 квітня 2012

### Інші учасники
Нижче наведено учасників, які отримали вайлд-кард на участь в основній сітці:
- Гаштан Еліаш
- Жуан Соуза
- Педро Соуза

Такі тенісисти потрапили в основну сітку як особливий виняток:
- Attila Balázs

Нижче наведено гравців, які пробились в основну сітку через стадію кваліфікації:
- Іньїго Сервантес
- Хав'єр Марті
- Daniel Muñoz-de la Nava
- Iván Navarro

### Відмовились від участі
- Карлос Берлок
- Хуан Ігнасіо Чела
- Гаель Монфіс

### Знялись
- Денис Істомін

## Учасники основної сітки в парному розряді

### Сіяні пари
| Країна    | Гравчиня             | Країна     | Гравчиня        | Рейтинг1 | Сіяні |
| --------- | -------------------- | ---------- | --------------- | -------- | ----- |
| Пакистан  | Айсам-уль-Хак Куреші | Нідерланди | Жан-Жульєн Роєр | 50       | 1     |
| США       | Ерік Буторак         | Бразилія   | Бруно Соарес    | 55       | 2     |
| Австралія | Пол Генлі            | Бразилія   | Марсело Мело    | 67       | 3     |
| Австрія   | Юліан Ноул           | Іспанія    | Давід Марреро   | 84       | 4     |

- Рейтинг подано станом на 23 квітня 2012

### Інші учасниці
Нижче наведено пари, які отримали вайлдкард на участь в основній сітці:
- Гаштан Еліаш /  Жуан Соуза
- Фредеріко Жіль /  Педро Соуза

## Учасниці основної сітки в рамках жіночого турніру

### Сіяні пари
| Країна    | Гравчиня                | Рейтинг1 | Сіяна |
| --------- | ----------------------- | -------- | ----- |
| Італія    | Роберта Вінчі           | 18       | 1     |
| Росія     | Марія Кириленко         | 20       | 2     |
| Іспанія   | Анабель Медіна Гаррігес | 26       | 3     |
| Чехія     | Петра Цетковська        | 30       | 4     |
| КНР       | Чжен Цзє                | 32       | 5     |
| Естонія   | Кая Канепі              | 33       | 6     |
| Росія     | Надія Петрова           | 34       | 7     |
| Німеччина | Мона Бартель            | 35       | 8     |
| Словенія  | Полона Герцог           | 36       | 9     |

- Рейтинг подано станом на 23 квітня 2012

### Інші учасниці
Нижче наведено учасниць, які отримали вайлд-кард на участь в основній сітці:
- Ніна Братчикова
- Марія Жуан Келер
- Барбара Луш

Нижче наведено гравчинь, які пробились в основну сітку через стадію кваліфікації:
- Крістіна Барруа
- Карін Кнапп
- Марія Тереса Торро Флор
- Гезер Вотсон

Учасниці, що потрапили до основної сітки як щасливий лузер:
- Слоун Стівенс

### Відмовились від участі
- Мона Бартель (травма лівої ступні)

### Знялись
- Ярміла Ґайдошова (травма лівої щиколотки)
- Полона Герцог (травма правої ступні)

## Учасниці основної сітки в парному розряді

### Сіяні пари
| Країна    | Гравчиня         | Країна    | Гравчиня            | Рейтинг1 | Сіяна |
| --------- | ---------------- | --------- | ------------------- | -------- | ----- |
| Росія     | Марія Кириленко  | Росія     | Надія Петрова       | 23       | 1     |
| Індія     | Саня Мірза       | Австралія | Анастасія Родіонова | 27       | 2     |
| Казахстан | Ярослава Шведова | Казахстан | Галина Воскобоєва   | 35       | 3     |
| Австралія | Ярміла Ґайдошова | Чехія     | Андреа Главачкова   | 43       | 4     |

- 1 Рейтинг подано станом на 23 квітня 2012

### Інші учасниці
Нижче наведено пари, які отримали вайлдкард на участь в основній сітці:
- Катерина Іванова /  Марія Жуан Келер
- Маргаріда Моура /  Жоана Валле Коста

Нижче наведено пари, які отримали місце в основній сітці як заміни:
- Естрелья Кабеса Кандела /  Барбара Луш

### Відмовились від участі
- Марія Кириленко (травма правого гомілковостопного суглоба)

### Знялись
- Ярміла Ґайдошова (травма лівої щиколотки)

## Фінальна частина

### Чоловіки. Одиночний розряд
- Хуан Мартін дель Потро —  Рішар Гаске, 6–4, 6–2
- Для дель Потро це був 2-й титул за сезон і 11-й - за кар'єру. Це була його друга поспіль перемога на цьому турнірі.

### Одиночний розряд. Жінки
- Кая Канепі —  Карла Суарес Наварро, 3–6, 7–6(8–6), 6–4
- Для Канепі це був 2-й титул за сезон і 3-й - за кар'єру.

### Парний розряд. Чоловіки
- Айсам-уль-Хак Куреші /  Жан-Жульєн Роєр —  Юліан Ноул /  Давід Марреро, 7–5, 7–5

### Парний розряд. Жінки
- Чжуан Цзяжун /  Ч Шуай —  Ярослава Шведова /  Галина Воскобоєва, 4–6, 6–1, [11–9]